# Jurij Koch
Jurij Koch (* 15. září 1936 Horka/Hórki, dnes část obce Crostwitz/Chrósćicy) je lužickosrbský spisovatel, novinář, reportér a překladatel píšící hornolužickosrbsky, dolnolužickosrbsky a německy.

## Život
Jurij Koch se narodil v obci Hórki jako syn lamače kamene. V rodině se mluvilo lužickosrbsky, německy se naučil až v letech 1942–1946 ve vesnické škole v sousední obci Chrósćicy. V letech 1946–1949 navštěvoval gymnázium ve Varnsdorfu, kde se naučil psanou podobu lužické srbštiny. Když byly po vzniku Německé demokratické republiky (NDR) založeny nové lužickosrbské školy, vzdělávání Srbů v Československu skončilo. Koch přestoupil na základní školu v Doberschütz (1949/1950), poté na druhý stupeň v Budyšíně (1950–1952) a konečně na nově založenou školu v Chotěbuzi (1952–1954), kde roku 1954 složil maturitu.
Téhož roku vstoupil do Sjednocené socialistické strany Německa (SED). V letech 1954–1956 pracoval jako dobrovolník a redaktor pro časopisy v lužické srbštině a pro časopisy Svobodné německé mládeže (FDJ), např. Chorhoj měra a Nowy Casnik. V letech 1956–1960 studoval žurnalistiku na Fakultě žurnalistiky Univerzity Karla Marxe v Lipsku (tzv. „rudý klášter“), kde psal skeče pro studentský kabaret „Krop“. V období 1960–1976 pracoval jako kulturní redaktor a reportér Rozhlasu NDR v Chotěbuzi, přičemž dálkově studoval dramaturgii na Divadelní vysoké škole v Lipsku. V této době byl zaregistrován jako neoficiální spolupracovník Stasi, kvůli inaktivitě byl ovšem vyřazen (a později sám sledován). V letech 1965–1974 byl předsedou Kruhu lužickosrbských spisovatelů (Koło serbskich spisowaćelow), od roku 1976 je spisovatelem na volné noze.
Jeho divadelní hra Zeměměřič (Landvermesser) byla roku 1977 pod dvou uvedeních z politických důvodů stažena. Kromě jiného tehdy napsal scénář k filmu Rublak – Die Legende vom vermessenen Land (režie K. Hermann, 1980) na motivy hry Zeměměřič. V roce 1987 přednesl na kongresu Svazu spisovatelů NDR velmi výrazný projev věnovaný zamlčovaným důsledkům poškozování životního prostředí.
Jurij Koch žije v Chotěbuzi v místní části Sielow/Žylow. Své texty píše německy a lužickosrbsky, přičemž si (s výjimkou dolnolužické srbštiny) sám překládá jednotlivé jazykové verze. Je ženatý a má tři děti. Jeho dcerou je lužickosrbská novinářka Anja Kochojc.

## Ocenění
Koch je čestným členem Německo-srbského lidového divadla v Budyšíně. V letech 1964, 1969 a 1973 získal Literární cenu Domowiny (Literarne myto Domowiny), v roce 1974 Státní cenu Jakuba Barta-Ćišinského (Myto Ćišinskeho), roku 1984 Literární cenu Carla Blechena, roku 1992 Literární cenu za ekologické téma od spolkové země Severní Porýní-Vestfálsko, od roku 1991 je členem německého PEN klubu.

## Literární dílo
Přes svůj výrazný prozaický talent bývá Jurij Koch někdy kritizován pro sklon k publicističnosti, což souvisí s jeho lakonickým a lapidárním stylem. Ve srovnání s mytizujícím Brězanem se Kochova próza může jevit jednodušší a realističtější, přesto je však rozhodně čtivější. Základním motivem Jurije Kocha je srbství v konfrontaci s německým okolím vnímaným jako cizí element. Jeho hrdinové si kladou otázku, jak se s tímto okolím vyrovnat. Jeho román Mjez sydom mostami z roku 1968 ukazuje osudy starosty Kosaka, jenž je reprezentantem Lužických Srbů, kteří získali po válce vedoucí funkci. Román nelze vyjmout ze socialistického kontextu, jedná se však spolu s Brězanovou prózou Čorny młyn o určitý milník ve vývoji lužickosrbské literatury.
Od 2. poloviny 70. let u Kocha vyrůstá téma ohrožení vesnického člověka postupující technikou a technokracií. Zachování tradic je symbolizováno triádou „člověk – příroda – dějiny“. Nejvýraznějším Kochovým dílem je bezesporu románová novela Nawrót sonow (1983), o rok dříve německy Landung der Träume, v roce 1988 také česky (Sestup z hor snů, přel. Jiří Mudra). Dílo přináší bilanci muže kolem padesátky, příslušníka národnostní menšiny a příslušníka poválečné generace. Tato triáda se promítá také do trojice hlavních postav, které se po celý život pokouší založit mytické společenství Triglav. Počátek přátelství tří hochů, jejichž svornost je stále narušována zásahy zvenčí, je pokryt aureolou romantických přísah. Konečná bilance jejich vztahu probíhá v jedné z časových rovin, jíž je cesta do Kartága na mezinárodní folklorní festival. Životní příběhy těchto tří postav pak symbolizují osud lužickosrbského národa.
V 90. letech se Koch více orientoval na eseje jak s ekologickou tematikou, tak i tematikou „odchodu“ z domova. Ve své tvorbě obsáhl všechny peripetie socialistického období a jeho stylu stejně jako Brězan; na rozdíl od něj však svou tvorbu v 90. letech kvalitativně nerozvíjel a v jistém smyslu se vracel k publicistickému stylu.

## Výběrová bibliografie
- Nadrožny koncert , 1965.
- Židowka Hana, 1963.
- Žydowka Ana, překlad do dolnoserbštiny od Wylema Bjera, 1966.
- Mjez sydom mostami, 1968.
- Pućowanje k ranju, 1969.
- Lěto pjećaštyrceći, 1970.
- Poslednje pruwowanje, 1972.
- Die letzte Prüfung, 1972.
- Róžamarja, abo Rozžohnowanje we nas, překlad do dolnoserbštiny od Ericha Wojta, 1975.
- Rosamarja, 1975.
- Rozamarja abo Rozźognowanje we nas, román, 1976.
- Wotydźenja doma, 1976.
- Wosamoćeny Nepomuk, povídky, 1976.
- Der einsame Nepomuk, povídky, 1980.
- Wšedny źeń na jsy, 1980.
- Landung der Träume, román, 1982.
- Nawrót sonow, 1983.
- Pintlašk a złote jehnjo, 1983.
- Pintlaschk und das goldene Schaf, 1983.
- Rědne źowćo, pohádka, 1984.
- Wišnina, novela, 1984.
- Wjesołe zwěrjatka, překlad ze čěštiny od Jurija Kocha, 1984.
- Rjana holčka, 1984.
- Piękna dziewczyna: bajka serbołużycka, pohádka, 1984.
- Bagola: powědančko wo dźiwin hońtwjerju, povídka, 1985.
- Jagaŕ Bagola, překlad do dolnoserbštiny od Wylema Bjera, 1985.
- Doma swět: antologija młodeje prozy, 1985.
- Jan und die größte Ohrfeige der Welt, 1986.
- Dwanasćo bratsow: serbska bajka, 1986.
- Dwanaće bratrow, pohádka, 1986.
- Die zwölf Brüder, pohádka, 1986.
- Gaž wišnje kwitu, novela, překlad do dolnosrbštiny od Manfreda Starosty, .1987.
- Der Kirschbaum, novela, 1987
- Měrcinowy miksmaks z myšacym motorom, 1988.
- Augenoperationen, 1988 (1993 také pod titulem Schattenrisse)
- Das schöne Mädchen, 1988.
- Rosinen im Kopf, 1988.
- Pasitas de uva en la cabeza: una historia increíble pero cierta, 1988.
- Dwunastu braci: bajka serbołużycka, 1988.
- Bagola: die Geschichte eines Wilddiebs, 1988.
- Wšitko, štož ja widźu, 1989.
- Die rasende Luftratte oder wie der Mäusemotor erfunden wurde, 1989.
- Golo a Logo abo Mazuch w Podgoli, detektivka, 1990.
- W pěsku steji nowa wjeska, 1991.
- Das Sanddorf, 1991.
- Ha lećała je módra wróna, report, 1991.
- Wšitko, štož ja widźu, 1992.
- Jubel und Schmerz der Mandelkrähe, 1992.
- Kokot Jurko z čerwjenym pjerom, 1993.
- Daj me, Jurko, jadnu stucku, 1994.
- Štó da kradnje złote zuby?, detektivka, 1996.
- Golo und Logo, 1998.
- Koče slěbro, roman 2000.
- Jakub und das Katzensilber, 2001.
- Złoty palc, veselohra, 2006.
- Na kóncu dnja. Powědančko, LND, Budyšin 2008 (Am Ende des Tages Domowina-Verlag, Bautzen 2009.)
- Zabych ći něšto rjec. LND, Budyšin 2010. (Das Feuer im Spiegel. LND, Budyšin 2012.)
- Zasej wšo na lubosć stoj audiokniha, LND, Budyšin 2011.
- Knot Knut a bur Žur. LND, Budyšin 2012.
- Wětrnik na třěše. LND, Budyšin 2014. ISBN 978-3-7420-2293-6.
- Hana : eine jüdisch-sorbische Erzählung. Hentrich & Hentrich Verlag, Berlin/Leipzig 2020. ISBN 978-3-95565-372-9.
- Gruben-Rand-Notizen. LND, Budyšin 2020. ISBN 978-3-7420-2638-5.

### České překlady
- Poslední zkouška: Hra ze života srbské mládeže. Překlad Josef Suchý. Praha: Dilia, 1974. 65, [1] s.
- Sestup z hor snů. Překlad Jiří Mudra. 1. vyd. Praha: Vyšehrad, 1988. 261 s. Soudobá próza.
- Modrá vrána: zpráva ze Srbské Lužice. Překlad Lukáš Novosad. V Praze: Dauphin, 2009. 189 s. ISBN 978-80-7272-206-8.